# Saltique chevronnée
Salticus scenicus
Espèce
Synonymes
- Araneus scenicus Clerck, 1757
- Aranea albofasciata De Geer, 1778
- Aranea fulvata Fabricius, 1787
- Attus candefactus Walckenaer, 1805
- Epiblemum faustum Hentz, 1832
- Attus scenicoides Walckenaer, 1837
- Calliethera histrionica C. L. Koch, 1837
- Calliethera aulica C. L. Koch, 1846
- Salticus albovittatus Lucas, 1846
- Callithera alpina Giebel, 1867
- Calliethera goberti Simon, 1875

Salticus scenicus, la Saltique chevronnée ou la Saltique Arlequin, est une espèce d'araignées aranéomorphes de la famille des Salticidae.

## Distribution
Cette espèce se rencontre en zone holarctique.

## Description
Les mâles mesurent de 4 à 7 mm et les femelles de 5,5 à 7,5 mm.

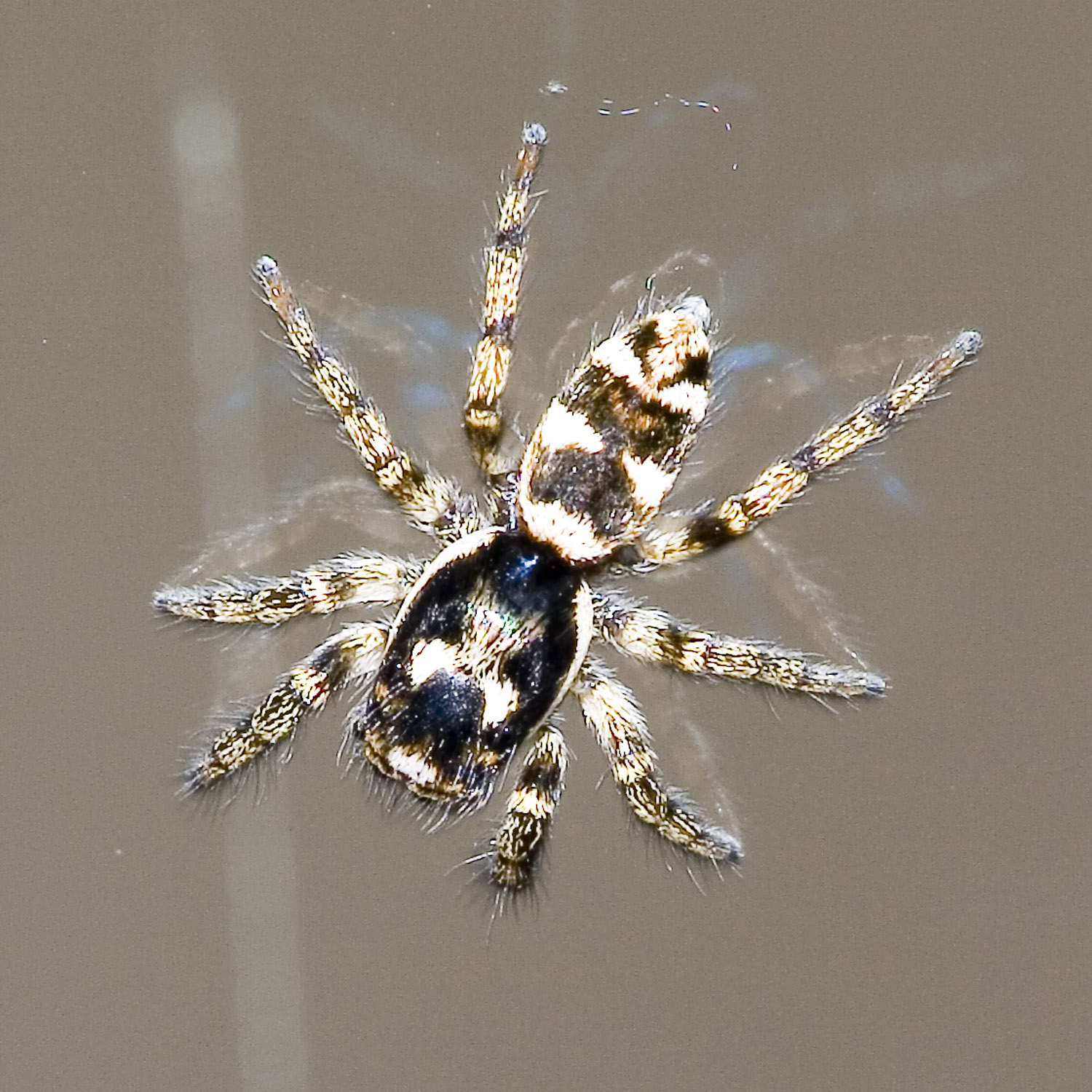
Salticus scenicus

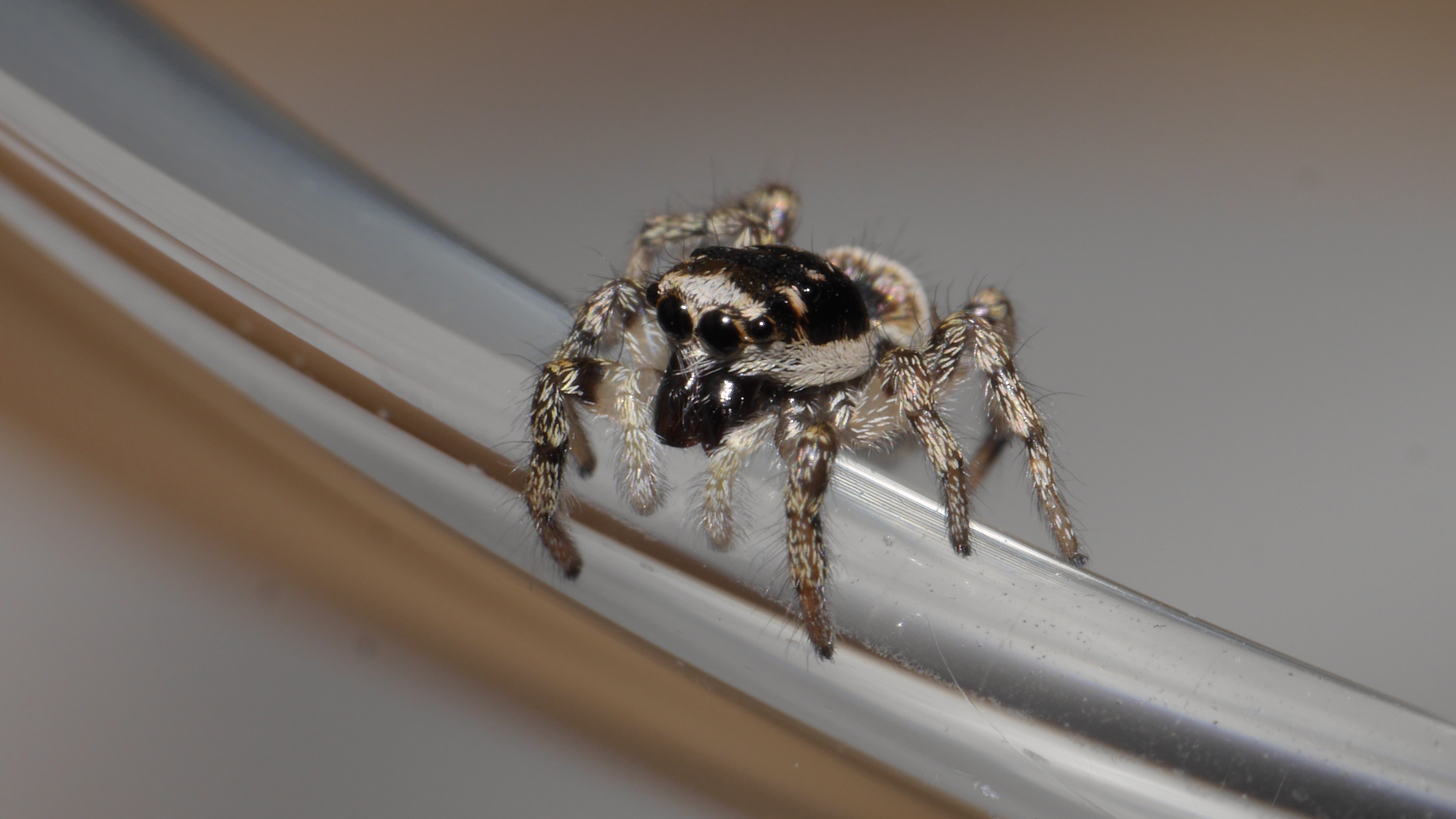
Salticus scenicus ♀

Contrairement à beaucoup d'autres araignées, les saltiques ne tissent pas de toile mais ont une excellente vue qui leur permet, notamment, de distinguer les couleurs et repérer un mouvement à deux mètres. De plus, grâce à leurs deux gros yeux frontaux et leurs six latéraux, elles sont capables de voir à 360°. Elles repèrent ainsi de loin leurs proies puis s'en approchent silencieusement avant de bondir dessus. Ce comportement leur vaut d'ailleurs le surnom d'araignées sauteuses. Leurs sauts peuvent atteindre une longueur supérieure à trente fois leur taille. Avant de sauter, la saltique ancre un fil de soie sur son support afin d'assurer une remontée en cas de chute.
Les individus sont généralement bruns avec des traces blanches sur l'abdomen et le céphalothorax, et se nourrissent d'insectes et autres arachnides dont la taille dépasse parfois la leur. Cette araignée fréquente les habitations et les milieux ensoleillés.

## Publication originale
- Clerck, 1757 : Svenska spindlar, uti sina hufvud-slågter indelte samt under några och sextio särskildte arter beskrefne och med illuminerade figurer uplyste. Stockholmiae, p. 1-154.